# Bill Ivy
William David Ivy (27. srpna 1942 Maidstone – 12. července 1969 Hohenstein-Ernstthal) byl britský motocyklový závodník. Byl známý jako Little Bill (měřil pouhých 160 cm) a Maidstone Flyer, proslul velmi bojovným stylem jízdy, avšak jeho kariéru předčasně ukončila smrtelná nehoda.

## Jezdecká kariéra
V roce 1959 debutoval v Brands Hatch na motocyklu Itom. Dvakrát vyhrál Isle of Man TT: v roce 1966 v kategorii Lightweight 125 a v roce 1968 v kategorii Lightweight 250.
Od roku 1965 jezdil mistrovství světa silničních motocyklů na stroji Yamaha. Zúčastnil se 46 velkých cen a 21 z nich vyhrál, v roce 1967 se stal mistrem světa v kubatuře do 125 cm³. Zajel 23 nejrychlejších kol.
Kvůli rivalitě s Philem Readem tým Yamahy po sezóně 1968 opustil a zaměřil se na automobilový sport, v roce 1969 absolvoval dva závody Formule 2. Pak ale přijal nabídku ambiciózního československého továrního týmu Jawa a vrátil se do světového šampionátu motocyklistů. Na stroji Jawa 350 cm³ obsadil druhá místa na Velké ceně Německa a Velké ceně Nizozemska. Zahynul při tréninku na velkou cenu NDR na Sachsenringu 12. července 1969, kdy se mu v motoru zadřelo ojniční ložisko, Bill Ivy byl v plné rychlosti vymrštěn ze sedla a narazil hlavou o sloup.

## Výsledky na MS silničních motocyklů
| Rok  | Kategorie | Umístění | Počet vítězství |
| ---- | --------- | -------- | --------------- |
| 1965 | 125 cm³   | 13.      |                 |
| 1965 | 250 cm³   | 16.      |                 |
| 1966 | 125 cm³   | 2.       | 4               |
| 1966 | 250 cm³   | 13.      |                 |
| 1966 | 350 cm³   | 11.      |                 |
| 1967 | 125 cm³   | 1.       | 8               |
| 1967 | 250 cm³   | 3.       | 2               |
| 1968 | 125 cm³   | 2.       | 2               |
| 1968 | 250 cm³   | 2.       | 5               |
| 1969 | 350 cm³   | 10.      |                 |